# Camporrobles
Camporrobles település Spanyolországban, Valencia tartományban. Camporrobles Mira, Spain, Aliaguilla, Sinarcas, Utiel, Fuenterrobles és Villargordo del Cabriel községekkel határos. Lakosainak száma 1188 fő (2024).

## Népesség
A település népessége az utóbbi években az alábbiak szerint változott:
| Lakosok száma | 1387 | 1372 | 1405 | 1439 | 1402 | 1319 | 1217 | 1191 | 1196 | 1188 |
|               | 2001 | 2004 | 2007 | 2009 | 2012 | 2014 | 2017 | 2019 | 2022 | 2024 |